# Frank Swift Bourns
Frank Swift Bourns (* 2. September 1866 in Dexter, Michigan; † 17. März 1935 in Seattle, Washington) war ein US-amerikanischer Ornithologe und Arzt.

## Leben und Wirken
Frank Swift Bourns wurde 1866 als Sohn von Alfred Francis und Lucy Swift Bourns in Dexter, Michigan geboren. 1890 graduierte er zum Master of Science an der University of Michigan. 1896 promovierte er zum Doktor der Medizin. Von 1907 bis 1910 arbeitete er in der Abteilung für Gesundheitspflege in Seattle. 
Von 1890 bis 1892 begleitete er Dean Conant Worcester zu einer Expedition auf die Philippinen. In ihrem 1894 erschienenen Werk Preliminary notes on the birds and mammals collected by the Menage Scientific Expedition to the Philippine Islands beschrieben Bourns und Worcester mehrere neuentdeckte Vogelarten, darunter den Mindorokuckuck, den Zweifarben-Mistelfresser, die Tawitawitaube, die Dunkelohrtaube, den Negrosdschungelschnäpper und die Mindorodrossel.

## Dedikationsnamen
Richard Crittenden McGregor benannte 1905 das Bourns-Fledermauspapageichen (Loriculus philippensis bournsi), eine Unterart des Philippinenpapageichens (Loriculus philippensis), zu Ehren von Bourns.

## Werke (Auswahl)
(alle Werke zusammen mit Dean Conant Worcester)
- 1894: Preliminary notes on the birds and mammals collected by the Menage Scientific Expedition to the Philippine Islands
- 1897: Spanish Rule in the Philippines
- 1898: Contributions to Philippine Ornithology